# خواص کولیگاتیو
خواص جمعی یا خواص کولیگاتیو (به انگلیسی: Colligative properties) ویژگی‌هایی هستند که محلول‌ها فقط بر اساس تعداد ذرات حل‌شده در آن‌ها، نه نوع این ذرات، از خود نشان می‌دهند. یعنی این خواص به اینکه چه ماده‌ای در حلال حل شده است بستگی ندارد، بلکه فقط به تعداد ذرات حل‌شده (مانند یون‌ها یا مولکول‌ها) در یک مقدار مشخص از حلال وابسته‌اند. این خواص عبارت اند از: فشار بخار، دمای انجماد، دمای جوش و فشار اسمزی.
وقتی ماده‌ای مانند نمک یا شکر را در آب حل می‌کنی، برخی ویژگی‌های فیزیکی آب تغییر می‌کند. برای نمونه، نقطه انجماد آب پایین‌تر می‌آید، نقطه جوش بالاتر می‌رود، فشار بخار کاهش پیدا می‌کند یا در فشار اسمزی تغییر ایجاد می‌شود. این تغییرها به این دلیل اتفاق می‌افتد که ذرات حل‌شده با مولکول‌های حلال (مثلاً مولکول‌های آب) برهم‌کنش می‌کنند و رفتار طبیعی آن‌ها را تغییر می‌دهند. هر چه ذرات بیشتری در محلول باشند، این تأثیرات قوی‌تر خواهند بود.
برای مثال، اگر به آب مقداری نمک اضافه کنی، انجماد آن به زیر صفر درجه می‌رسد، چون یون‌های نمک جلوی تشکیل بلورهای یخ را می‌گیرند. اما فرقی نمی‌کند آن ذرات از نمک باشند یا شکر یا ماده‌ای دیگر؛ مهم فقط تعداد ذراتی است که در آب وجود دارد.
به همین دلیل به این ویژگی‌ها «جمعی» می‌گویند، چون به جمع ذرات وابسته‌اند، نه به جنس یا نوع آن‌ها.

## اثر افزایش غلظت بر خواص جمعی
چون خواص جمعی وابسته به غلظت هستند متأثر از آن نیز هستند.

## اثر افزایش غلظت بر فشار بخار
تبخیر سطحی به معنی جدا شدن مولکول‌های مایع از سطح آن است که می‌تواند بر اثر آن به دیواره‌های ظرف، مولکول‌های هوا و… فشار وارد شود، فشار ناشی از حضور مولکول‌های بخار مایع در بالای سطح آن را فشار بخار می‌گویند، این فشار در دمای معین ثابت است
در اثر افزایش غلظت به جای تعدادی از مولکول‌های حلال مولکول‌های حل شونده قرار می‌گیرند اگر حل شونده غیر فرار باشد آن گاه به خاطر کاهش تعداد مولکول‌های تبخیر شده فشار بخار مایع کاهش میابد

## اثر افزایش غلظت بر دمای جوش
تبخیر زمانی رخ می‌دهد که فشار بخار مایع با فشار هوای محیط برابر شود، چون افزایش غلظت فشار بخار محلول را کاهش می‌دهد در نتیجه انرژی بیشتری نیاز است تا مولکول‌های عمقی تر محلول بر اثر جنب و جوش خود به سطح آمده تبخیر شده و باعث افزایش فشار بخار شوند در نتیجه افزایش غلظت باعث افزایش نقطهٔ جوش(میعان)هستند

## محاسبهٔ نقطهٔ جوش محلول‌ها
به‌طور کلی از فرمول زیر محاسبه می‌شود:
Tb = Kb X m∆
در این معادله Tb∆ صعود نقطه جوش بر حسب درجه سیلسیوس، m مولاریته و Kb ثابت مربوط به حلال مورد نظر است (در بخش پیوست برخی Kb هایی را برای نمونه ذکر کرده‌ایم).

## میزان افزایش دمای نقطهٔ جوش برای محلول‌های آبی
از آن جا که Kb برای آب ۰٫۵۲ درجه می‌باشد از فرمول زیر محاسبه می‌گردد
میزان افزایش دمای نقطهٔ جوش=۰/۶۲*تعداد مول حاصل از انحلال یک مول حل شونده*غلظت مولال.

## اثر افزایش غلظت بر دمای ذوب
1. برای خود به خودی بودن واکنش نیاز است عوامل آنتالپی و آنتروپی بررسی شوند
2. زمانی عامل آنتروپی مساعد است که تغییرات آنتروپی مثبت باشد
3. زمانی عامل آنتالپی مساعد است که تغییرات آن منفی باشد
4. آنتروپی یخ از آب کمتر است
5. آنتروپی محلول هاز از مایع خالص بیشتر است
6. به‌طور کلی امکان خود به خودی بودن یا نبودن واکنش از طریق فرمول انرژی آزاد گیبس بررسی می‌شود پس واکنش‌هایی که عامل آنتروپی نا مساعد دارند برای انجام نیاز به عامل آنتاپی مساعد دارند.

چون حالت جامد آنتروپی کمتری نسبت به مایع دارد فرایند انجماد باید با کاهش آنتالپی همراه باشد، چون آنتروپی محلول بیشتر از مایع خالص است پس تغیرات آنتروپی آن برای انجماد شدید تر است (یشتر کاهش میاد) پس برای اینکه از نظر ترمودینامیکی وقوع آن ممکن شود لازم است تغییرات آنتالپی آن نیز شدید تر باشد (بیشتر کاهش یابد) پس افزایش غلظت موجب کاهش یافتن دمای انجماد (ذوب) می‌شود.

## محاسبهٔ نقطهٔ انجماد محلول ه
فرمول کلی برای این محاسبه عبارت است از:Tf = Kf x m∆
در این معادله Tf∆ نزول نقطهٔ جوش بر حسب درجه سیلسیوس، m غلظت مولال و Kf ثابت مربوط به حلال مورد نظر است.(در بخش پیوست برخی Kf هایی را برای نمونه ذکر کرده‌ایم)

## میزان کاهش دمای نقطهٔ انجماد برای محلول‌های آبی
از آن جا که Kf برای آب ۱/۸۶- می‌باشد میزان کاهش نقطهٔ انجماد محلول‌های آبی از فرمول زیر محاسبه می‌گردد:
میزان کاهش دمای نقطهٔ انجماد=۱/۸۶–*تعداد مول حاصل از انحلال یک مول حل شونده*غلظت مولال

فشار اسمزی

## اثر افزایش غلظت بر فشار اسمزی
هرچه غلظت افزایش یابد فشار اسمزی هم افزایش می‌یابد

## محاسبهٔ اثر غلظت بر فشار اسمزی
π = MRT
در این معادله، π فشار اسمزی بر حسب اتمسفر، M مولاریته، R [null ثابت جهانی گازها] (0.0821Lit.atm/mol˚K) و T دمابر حسب کلوین می‌باشد.
چون M = n/V که در آن n تعداد مولها و V حجم هستند، بنابراین πV = nRT.

## کاربردها
برای کاربردهای اثر افزایش غلظت بر تغییرات خواص کولیگاتیو نمونه‌های متعددی وجود دارد که از آن جمله می‌توان به استفاده از ضدیخ برای افزایش نقطهٔ جوش و و کاهش نقطهٔ ذوب و در نتیجه افزایش گسترهٔ مایع بودن آب درون رادیاتور خودروها اشاره کرد

## پیوست

### ۱. فهرست دمای جوش و انجماد حلال‌ها
| حلال           | دمای جوش (°C) | Kb(°C/(mol kg−۱)) | دمای انجماد (°C) | Kf (°C/(mol kg−۱)) | منبع داده‌ها |
| -------------- | ------------- | ----------------- | ---------------- | ------------------ | ----------- |
| آنیلین         | ۱۸۴٫۳         | ۳٫۶۹              | –۵٫۹۶            | –۵٫۸۷              | Kb & Kf     |
| لوریک اسید     | ۲۹۸٫۹         |                   | ۴۴               | –۳٫۹               |             |
| استیک اسید     | ۱۱۸٫۱         | ۳٫۰۷              | ۱۶٫۶             | –۳٫۹۰              | Kb Kf       |
| استون          | ۵۶٫۲          | ۱٫۶۷              | –۹۴٫۸            |                    | Kb          |
| بنزن           | ۸۰٫۱          | ۲٫۶۵              | ۵٫۵              | –۵٫۱۲              | Kb & Kf     |
| برموبنزن       | ۱۵۶٫۰         | ۶٫۲۶              |                  |                    |             |
| کافور          | ۲۰۴٫۰         | ۵٫۹۵              | ۱۷۹              | –۴۰                | Kf          |
| کربن دی‌سولفید  | ۴۶٫۲          | ۲٫۳۴              | –۱۱۱٫۵           | –۳٫۸۳              |             |
| کربن تتراکلرید | ۷۶٫۸          | ۴٫۸۸              | –۲۲٫۸            | –۲۹٫۸              | Kb & Kf     |
| کلروفرم        | ۶۱٫۲          | ۳٫۸۸              | –۶۳٫۵            | –۴٫۹۰              | Kb & Kf     |
| سیکلوهگزان     | ۸۰٫۷۴         | ۲٫۷۹              | ۶٫۵۵             | –۲۰٫۲              |             |
| دی‌اتیل اتر     | ۳۴٫۵          | ۲٫۱۶              | –۱۱۶٫۲           | –۱٫۷۹              | Kb & Kf     |
| اتانول         | ۷۸٫۴          | ۱٫۱۹              | –۱۱۴٫۶           | –۱٫۹۹              | Kb          |
| ۲٬۱-دی‌برمواتان | ۱۳۰٫۰         | ۶٫۴۳              | ۹٫۹۷۴            | –۱۲٫۵              | Kb & Kf     |
| فرومیک اسید    | ۱۰۱٫۰         | ۲٫۴               | ۸٫۰              | –۲٫۷۷              | Kb & Kf     |
| نفتالین        | ۲۱۷٫۹         |                   | ۸۰٫۲             | –۶٫۸۰              |             |
| نیتروبنزن      | ۲۱۰٫۸         | ۵٫۲۴              | ۵٫۷              | –۷٫۰۰              |             |
| فنول           | ۱۸۱٫۷۵        | ۳٫۶۰              | ۴۳٫۰             | –۷٫۲۷              | Kf Kb       |
| آب             | ۱۰۰٫۰۰        | ۰٫۵۱۲             | ۴٫۰              | –۱٫۸۶              | Kb & Kf     |

### ۲. حل شوندهٔ غیر فرار
عبارت است از حل شونده ای که در دمای اتاق فشار بخار بسیار ناچیزی داشته باشد

## گمنابعوه
1. ↑  مورتیمر، چارلز. شیمی عمومی۱. تهران:نشر علوم دانشگاهی، ۱۳۸۳
2. 1 2 3  هییت تألیف کتب درسی (۱۳۹۴). کتب دبیرستان.
3. 1 2 3 4 5 6  سپهری، نیما (۱۳۹۲). شیمی سه. خیلی سبز. صص. ۵۵۱،۵۵۲،۵۵۷،۵۶۰،. شابک ۹۷۸-۶۰۰-۵۵۰۶-۷۳-۰.
4. 1 2 3 4 5  «خواص کولیگاتیو». بایگانی‌شده از اصلی در ۲۸ اکتبر ۲۰۲۱. دریافت‌شده در ۲۳ اوت ۲۰۲۲.
5. ↑  هییت تألیف کتب درسی (۱۳۹۴). شیمی3 و آزمایشگاه. شرکت چاپ و نشر کتاب‌های درسی ایران. صص. ۹۴. شابک ۹۶۴-۰۵-۱۳۵۵-۵.